# Chříč
Chříč är en ort i Tjeckien.   Den ligger i regionen Plzeň, i den västra delen av landet, 60 km väster om huvudstaden Prag. Chříč ligger 376 meter över havet och antalet invånare är 202.
Terrängen runt Chříč är huvudsakligen platt, men österut är den kuperad. Runt Chříč är det glesbefolkat, med 10 invånare per kvadratkilometer. Närmaste större samhälle är Rakovník, 15,9 km norr om Chříč. Trakten runt Chříč består till största delen av jordbruksmark.